# Carybdeida
Carybdeida è un ordine della classe Cubozoa. Quest'ordine si distingue dalle altre cubomeduse per la presenza di una base muscolare agli angoli della campana cubica. Le meduse di quest'ordine, tranne le Tripedaliidae, hanno inoltre quattro tentacoli (uno per pedalia). Di contro, al contrario delle Chirodropida, sono totalmente assenti le sacche gastriche fra le meduse Carybdeida. Fatta eccezione di poche specie, le meduse dell'ordine hanno facelle "a spallina" o lineari con corti cirri gastrici e la nicchia dei ropali a forma di cuore.
Le meduse Carybdeida sono distribuite in praticamente tutti gli oceani ed i mari temperati, dal Mediterraneo, all'Atlantico, all'oceano Indiano ed il Pacifico.

## Famiglie
L'ordine è suddiviso in cinque famiglie:
- Alatinidae Gershwin, 2005
- Carukiidae Bentlage et al., 2010
- Carybdeidae Gegenbaur, 1857
- Tamoyidae Haeckel, 1880
- Tripedaliidae Conant, 1897
- Anthracomedusa Sepkoski, 2002 †
- Quadrimedusina Sepkoski, 2002 †

## Apparato sensoriale
Le specie appartenenti a questo ordine posseggono quattro organi visivi, i ropali, ognuno dotato di sei occhi ed una statociste. Come tutti i celenterati, sono prive di un sistema nervoso centrale; l'integrazione delle informazioni sensoriali avviene molto probabilmente attraverso una rete neurale.